# Гай Сулпиций
Гай Сулпиций (на латински: Gaius Sulpicius) e политик на ранната Римска империя.
Произлиза от фамилията Сулпиции. През 4 пр.н.е. той е суфектконсул.